# Університет Кунмін
Університет Кунмін (кор. 국민 대학교) — університет, розташований в Сеулі — столиці Південної Кореї. Заснований 1946 року. Складається з 15 факультетів, при університеті існують магістратура та аспірантура.
Університет Кунмін має договори про стажування з кількома десятками інших університетів по всьому світу. Однією з найсильніших кафедр університету вважається Центр японознавчих досліджень. Японісти Кунмін випускають свій журнал «Світ Японії» (кор. 일본 공간).